# Lyra-Bank

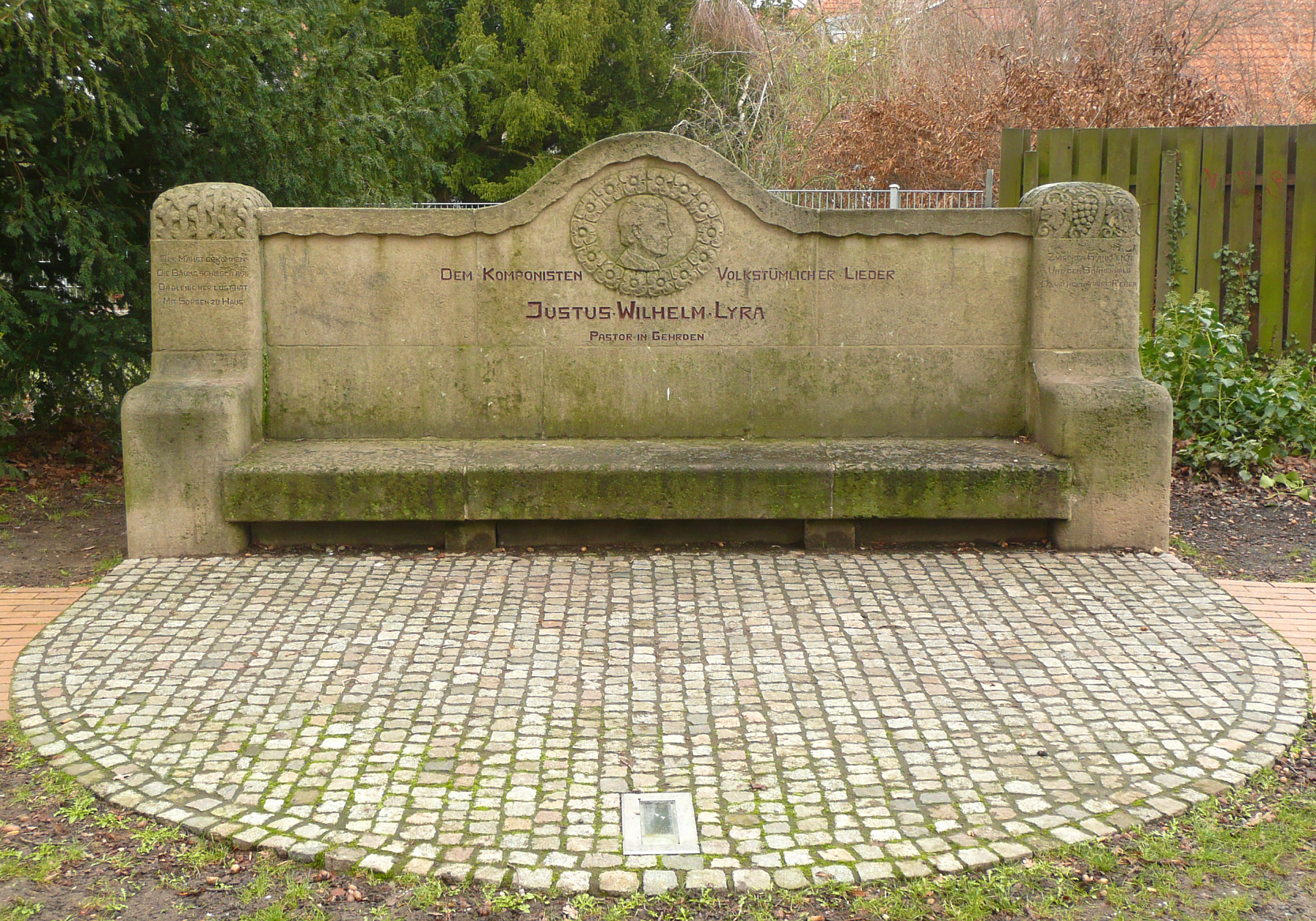
Die Lyrabank in Gehrden zum Andenken an den Liederdichter Justus Wilhelm Lyra

Die Lyra-Bank oder Lyrabank in Gehrden ist ein Denkmal zum Andenken an den Dichter Justus Wilhelm Lyra (1822–1882), der das Lied Der Mai ist gekommen vertonte.

## Geschichte

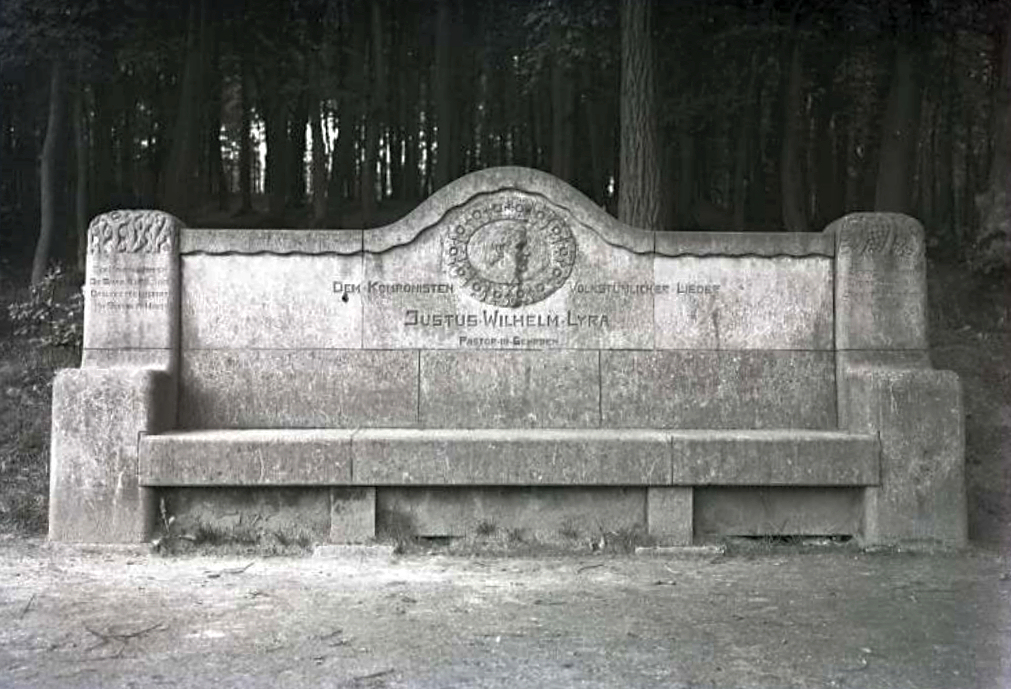
Die Bank an einem früheren Standort am Waldrand, Foto: August Kageler

Justus Wilhelm Lyra war am 31. August 1877 auf die erste Pfarrstelle der Margarethenkirche in Gehrden berufen worden. Bis zu seinem Tod Ende 1882 war er Pastor in Gehrden.
Als Erinnerung an Lyra wurde beim Ausflugslokal Waldschlösschen oberhalb des „Felsenkellers“ die steinerne Lyrabank aufgestellt. Das Waldschlösschen war ein Ende des 19. Jahrhunderts am Osthang des Gehrdener Bergs oberhalb des heutigen Stadtkerns errichtetes und seit 1898 mit der Überlandstraßenbahn aus Hannover erreichbares Ausflugslokal. Das Lokal wurde in den 1970er Jahren geschlossen. Der nahe gelegene „Felsenkeller“ war 1855 als Eiskeller in den Berghang gebaut worden, um in den Wintermonaten das Eis des Brauereiteichs zur späteren Verwendung einzulagern.
Die Lyrabank stand am Waldrand des Köthnerberges, bot eine Aussicht auf den Ortskern von Gehrden und wurde dort wiederholt auf Ansichtskarten abgebildet. Nach einer anderen Darstellung stand die Bank bereits seit 1912 im Park des Ritterguts Franzburg. Im Jahr 1966 wurde die Bank in den aus dem ehemaligen Park des Ritterguts Franzburg gestalteten Ottomar-von-Reden-Park umgesetzt. In den 1990er Jahren musste die Lyrabank bei der Umgestaltung des Parks weichen und wurde an den Ostrand des als Gesamtensemble denkmalgeschützten Kirchhofs südlich der Margarethenkirche transloziert, wo sie noch heute steht.

## Beschreibung

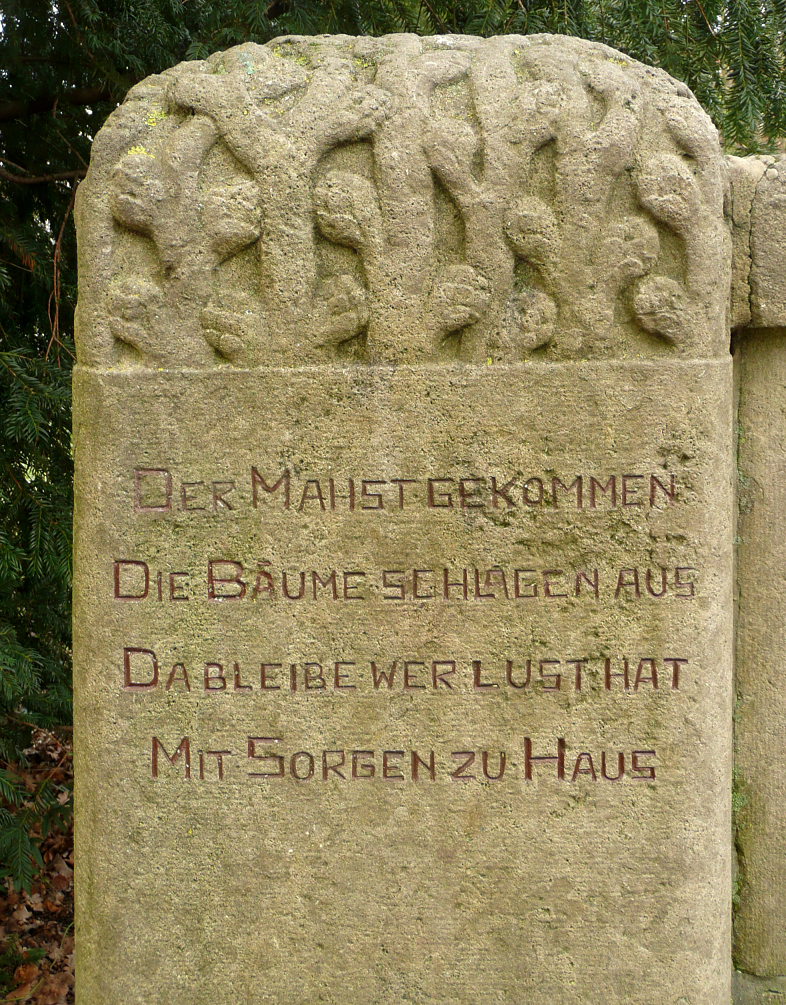
Linker Seitenpfosten

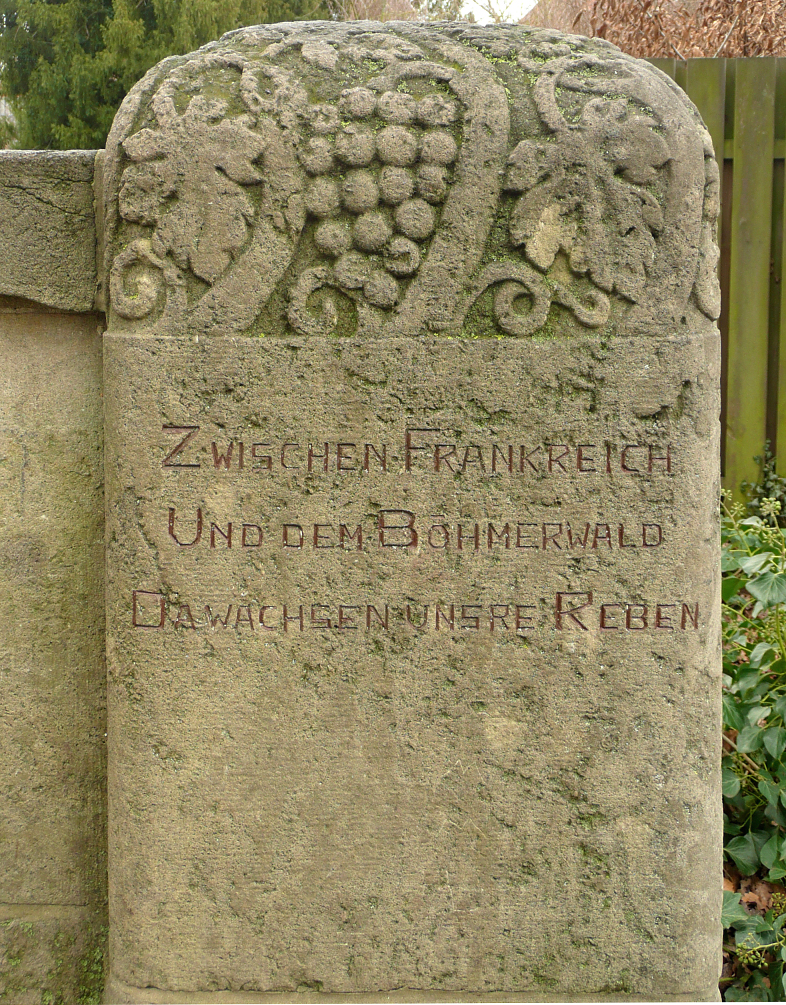
Rechter Seitenpfosten

Die Details des heute als Baudenkmal geschützte Stadtmöbel in Form einer großen, aus Korallenoolith gesägten, Sitzbank schlug der „Bildhauer Rommel“ aus braunschweigischem Dolomit nach einer Zeichnung des seinerzeit in Hannover tätigen Baumeisters Oskar Barnstorf.
Die Bank zeigt in der Mitte ihrer Rückenlehne ein Reliefbild mit dem Porträt Lyras und der Inschrift

„Dem Komponisten volkstümlicher Lieder

Justus Wilhelm Lyra

Pastor in Gehrden“

Der linke Seitenpfosten der Bank trägt die Inschrift „Der Mai ist gekommen, die Bäume schlagen aus“. Ganz rechts ist zu lesen „Zwischen Frankreich und dem Böhmerwald, da wachsen unsre Reben“, der Titel des Gedichtes von Hoffmann von Fallersleben, das Lyra vertont hat.